# Maria Teresa de Noronha
Maria Teresa do Carmo de Noronha Guimarães Serôdio  (* 7. November 1918 in Lissabon; † 4. Juli 1993 in São Pedro de Penaferrim, Kreis Sintra) war eine Sängerin des Fado.
Sie stammte aus einer adeligen Familie und sang schon früh Fado im Kreise von Freunden und Familie. Als sie anfängt, auch in Fadolokalen zu singen, weckt sie das Interesse der Fado-Kreise Lissabons. 1939 nimmt sie ihre erste Single auf, O Fado dos Cinco Estilos („Der Fado der 5 Stile“), nachdem sie durch Auftritte im Radio weiter bekannt wurde. Sie erhält eine eigene Radiosendung bei der Emissora Nacional, Fados e Guitarradas, die 23 Jahre lang gesendet wird.
Ihre Art zu singen und aufzutreten bringen ihr zunehmend Popularität und Ansehen. So wird sie zur Eröffnung der Fluglinie Lissabon-Rio de Janeiro eingeladen und singt 1946 in Madrid und auf der Buchmesse in Barcelona auf Einladung des spanischen Staates.
1962 verlässt sie die Emissora Nacional und singt fortan nur im privaten Kreis und zu ausgesuchten Anlässen. So singt sie beispielsweise in Monaco auf Einladung von Rainier III. (Monaco) und Grace Kelly sowohl im privaten Kreis als auch im Casino Monte Carlo und tritt 1964 in England auf (in der portugiesischen Botschaft und im Radio und Fernsehen der BBC).
Ab 1939 nahm sie Schellackplatten auf und veröffentlichte zwischen 1959 und 1972 zahlreiche Schallplatten. Das letzte Mal in der Öffentlichkeit sang sie 1976 im Fadolokal O Picadeiro von António Chainho, wo sie dem Gesang des Sängers Manuel de Almeida beiwohnte und von ihm aufgefordert wurde, auch ein Lied zu singen.
Ihr Stil wurde oft als „fado aristocrático“ betitelt, wohl mit Blick auf ihre Abstammung. Gleichwohl sang sie ganz im Gegenteil fast ausnahmslos den „fado castiço“, einen Fado, der auf Volksdichtern und den ursprünglichen Traditionen in den Vierteln der einfachen Leute beruht.